# Крёстный отец. Трилогия. 1901—1980
«Крёстный оте́ц. Трило́гия. 1901—1980» (англ. The Godfather, Trilogy, 1901-1980) — выпущенный в 1992 году на видео фильм-спецпроект Фрэнсиса Форда Копполы, представляющий собой все три серии саги «Крестный отец», перемонтированные в хронологическом относительно действия фильма порядке с добавлением удалённых сцен.
Общий хронометраж этой версии составляет 583 минуты (9 часов 43 минуты).

## Телеверсии «Крестного отца»
Созданию этой максимально полной версии предшествовали ещё две:
- «Крестный отец: Сага» (The Godfather Saga, 1977) — четырёхсерийный телефильм, представлявший собой перемонтированные в хронологическом порядке фильмы «Крестный отец» и «Крестный отец 2» с дополнительными сценами размером около 75 минут. Первоначально транслировался на NBC. Его длина составляет 434 минуты. Фрэнсис Форд Коппола попросил своего редактора Барри Малкина сделать 7-часовую версию для телевидения. Сообщается, что Коппола сделал этот проект, чтобы собрать деньги для своего проекта «Апокалипсис сегодня», бюджет которого в то время был сильно превышен. Учитывая то, что фильм должен был транслироваться для телевидения, были смягчены или удалены сцены с насилием, сексом, а также лексика.
- «Крёстный отец 1902—1959: Полная эпопея» (The Godfather 1902—1959: The Complete Epic, 1981) — сокращенный вариант предыдущего проекта, размер которого 386 минут. Был выпущен на видео, не был разделен на серии. В этой версии был более бодрый темп, возвращены некоторые сцены насилия.

Наконец, после выхода третьей части «Крестного отца» в 1990 году, была сделана «Трилогия», объединяющая весь отснятый материал.